# Super Play
Super Play — британский ежемесячный журнал,  посвящённый играм для игровой приставки Super Nintendo Entertainment System, который издавался в Великобритании компанией Future plc c 1992 по 1996 год. Журнал специализировался на ролевых играх, а также на играх изданных исключительно в Японии. Помимо обзоров видеоигр, издание публиковало статьи об аниме.

## История
Журнал был создан в 1992 году, когда в издательстве Future plc было принято решения сфокусироваться на изданиях посвященных одной платформе. Основателем и первым главным редактором Super Play Мэттом Билби, бывший рекактор Your Sinclair и создатель Amiga Power. У Билби было всего три месяца чтобы собрать команду и подготовить первый выпуск, но при этом ему был дан полный творческий контроль.
При создании журнала Билби и набранные им сотрудники вдохновлялись японской культурой и ориентировались на японские издания разных тематик. Для создания первой обложки был приглашён Уил Овертон, художник обложек журнала Anime UK. Оертон позднее стал штатным сотрудником Super Play и автором обложки каждого номера издания до его закрытия. Логотип журнала тоже был создан под влиянием азиатских журналов. Его автором был младнший сотрудник Джез Бриджман.
В связи с тем, что редакция выбрала своей основной тематикой японскую культуру и японские игры, решение обозревать в том числе и импортные игры, вышедшие только в Японии, так как подобных игп для Super Nintendo выходящих в Великобритании каждый месяц было мало.
Билби ушёл из издания осенью 1993 года чтобы основать журнал PC Gamer. Позже он станет создателем многих других успешных изданий, среди которых net и SFX. Его место занял Джеймс Лич, который пробыл на этой должности до апреля 1995 года. Третьим и последним главным редактором журнала стала Элисон Харпер.
В связи с падением популярности Super Nintendo и грядущим выходом Nintendo 64, журнал прекратил своё существование в 1996 году. Последним выпуском журнала стал номер 47 за сентябрь. О новой приставке Nintendo издательство Future plc запустила новый журнал N64 Magazine, который многие читатели Super Play считали его духовным наследником.
По случаю выхода Super NES Classic Edition в 2017 году, Future plc возродило Super Play для одного выпуска. Номер 48 вышел в качестве бесплатного приложения к журналу Retro Gamer и содержал обзоры на все игры попавшие на ретро-приставку, а также интервью с одиним из разработчиков Star Fox 2, Диланом Катбертом.